# E1 (európai út)
Az E1 európai út Európa nyugati részén halad észak-dél irányban. Négy országon halad át, ezek az Egyesült Királyság, Írország, Spanyolország és Portugália. Északi kiindulópontja Larne (Észak-Írország) és a spanyolországi Sevillaig tart. Az írországi Rosslare Harbour és a  spanyolországi Ferrol között útvonala a tengeren halad, a két település között azonban nincs kompjárat.

## Települései
- Egyesült Királyság: Larne, Newtownabbey, Belfast, Dunmurry, Lisburn, Newry
- Írország: Dundalk, Dublin, Wexford, Rosslare Harbour,
- Spanyolország: Ferrol, A Coruña, Santiago de Compostela, Pontevedra, Vigo
- Portugália: Braga, Porto, Aveiro, Coimbra, Lisszabon, Albufeira, Faro
- Spanyolország: Huelva, Sevilla

## Egyesült Királyság
Jelzés:
- A8: Larne - Newtownabbey
- M2: Newtownabbey - Belfast
- A12: Belfast
- M1: Belfast - Lisburn
- A1: Lisburn - Newry

## Írország

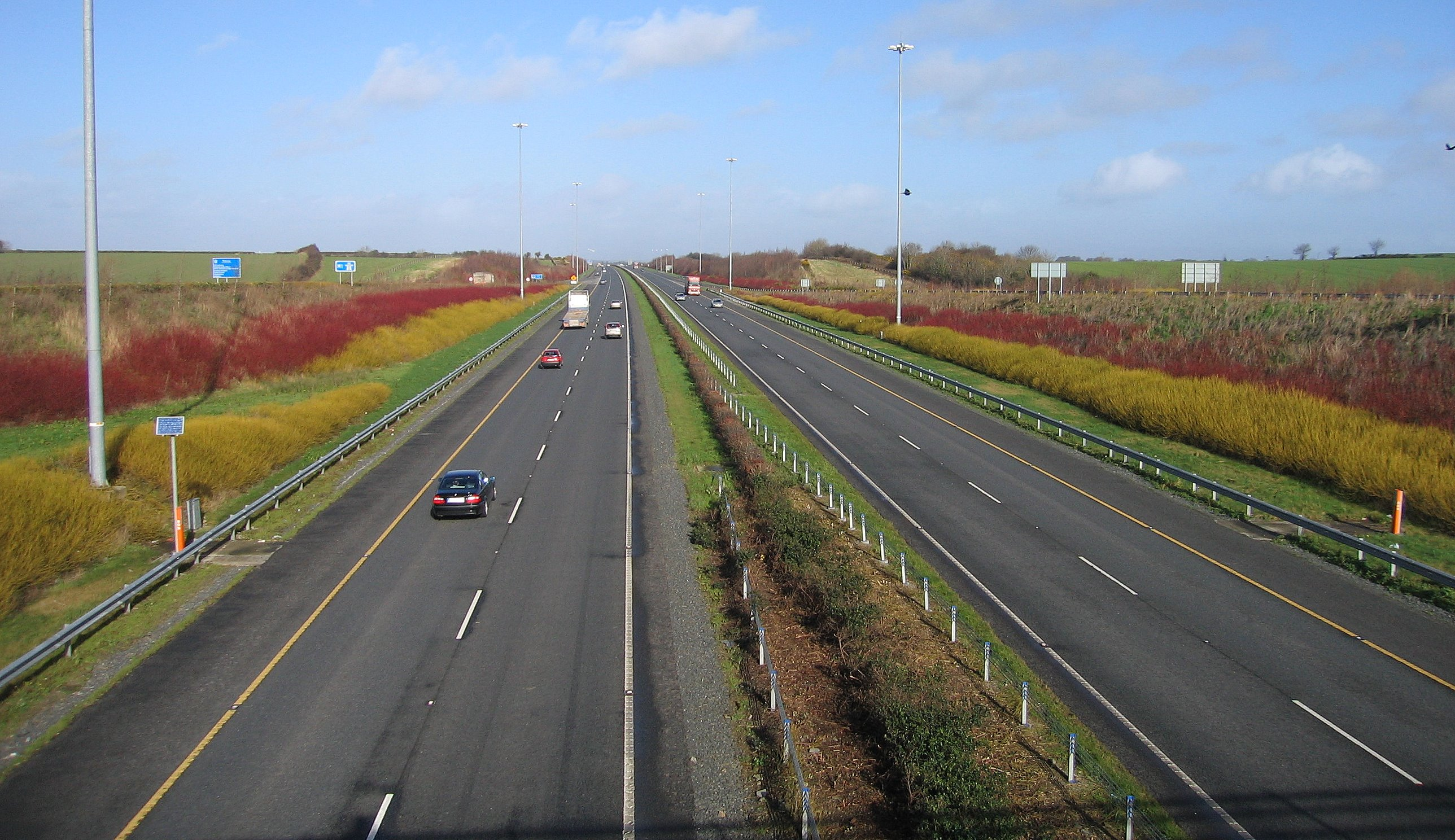
Közel Dundalk-hoz.

Jelzés:
- M1: Dundalk - Dublin
- M50: Dublin
- N11: Dublin - Wexford
- M11: Dublin - Wexford
- N25: Wexford - Rosslare Harbour

## Spanyolország

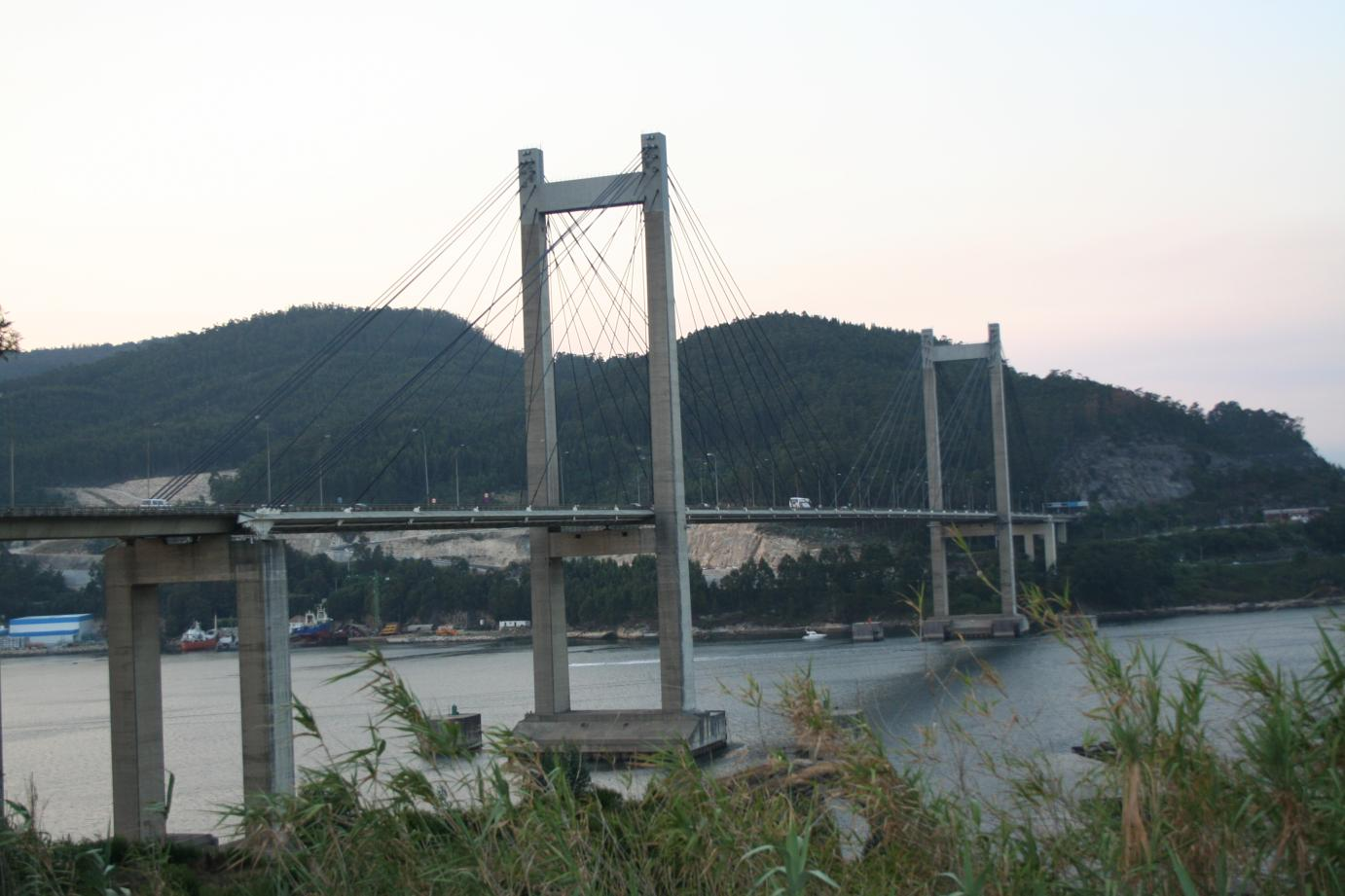
Közel Vigo-hoz.

Jelzés:
- AP-9: Ferrol - Tui

## Portugália
Jelzés:
- A3: Valenca - Porto
- A20: Porto
- A1: Porto - Lisszabon
- A2: Lisszabon - Albufeira
- A22: Albufeira - Castro Marim

## Spanyolország
Jelzés:
- A-49: Ayamonte- Sevilla